# Нидерлаух
Нидерлаух (нем. Niederlauch) — община в Германии, в земле Рейнланд-Пфальц. 
Входит в состав района Айфель-Битбург-Прюм. Подчиняется управлению Прюм.  Население составляет 52 человека (на 31 декабря 2010 года). Занимает площадь 0,79 км².